# Weems
Weems es un lugar designado por el censo ubicado en el Lancaster en el estado estadounidense de Virginia. En el Censo de 2020 tenía una población de 184 habitantes y una densidad poblacional de 89,32 habitantes por km². Fue incluido como CDP en el censo de 2020.

## Geografía
Weems se encuentra ubicado en las coordenadas 37°39′17″N 76°26′38″O / 37.65472, -76.44389.Según la Oficina del Censo de los Estados Unidos,  tiene una superficie total de 2,06 km², de la cual 1,40 km² corresponden a tierra firme y 0,26 km² a agua.